# NGC 3434
NGC 3434 (również PGC 32595 lub UGC 5980) – galaktyka spiralna (Sb), znajdująca się w gwiazdozbiorze Lwa. Odkrył ją William Herschel 27 stycznia 1786 roku.